# Wassertreter (Vögel)
Die Wassertreter (Phalaropus) sind eine Gattung arktischer Schnepfenvögel. Die Gattung besteht aus zwei Arten, dem Thorshühnchen und dem Odinshühnchen. Beide Arten sind gelegentlich während ihres Zuges an der deutschen Nordseeküste zu beobachten, selten im Binnenland.
Im Vergleich mit den meisten anderen Vogelarten ist bei den Wassertretern die Rolle der Geschlechter vertauscht. Das Gefieder der Weibchen ist farbenprächtiger als das der Männchen, die Weibchen verteidigen das Revier und balzen, die Männchen ziehen die Küken auf.

## Systematik
Die Wassertreter wurden früher zusammen mit dem Wilson-Wassertreter als eigene Familie Phalaropodidae (oder Phalaropidae) zu den Regenpfeiferartigen gestellt. Hier nahm man eine Verwandtschaft mit der Familie der Säbelschnäbler an. Heute besteht aufgrund morphologischer und molekulargenetischer Analysen kein Zweifel daran, dass Wassertreter zur Familie der Schnepfenvögel gehören. Aufgrund ihrer abweichenden Merkmale werden sie aber innerhalb der Schnepfenvögel oft als eigene Unterfamilie Phalaropodinae geführt. Das Odinshühnchen wurde früher gelegentlich als eigene Gattung (Lobipes) abgetrennt.
Für den Wilson-Wassertreter oder Amerikanisches Odinshühnchen (Steganopus tricolor), der gelegentlich dieser Gattung zugerechnet wird, ist die Zuordnung zur Gattung Steganopus üblich. In diesem Artikel wird der mittlerweile gängigen Zuordnung gefolgt, bei der nur Odinshühnchen und Thorshühnchen zur Gattung der Wassertreter gehören.

## Merkmale

### Die gemeinsamen Merkmale der beiden Arten

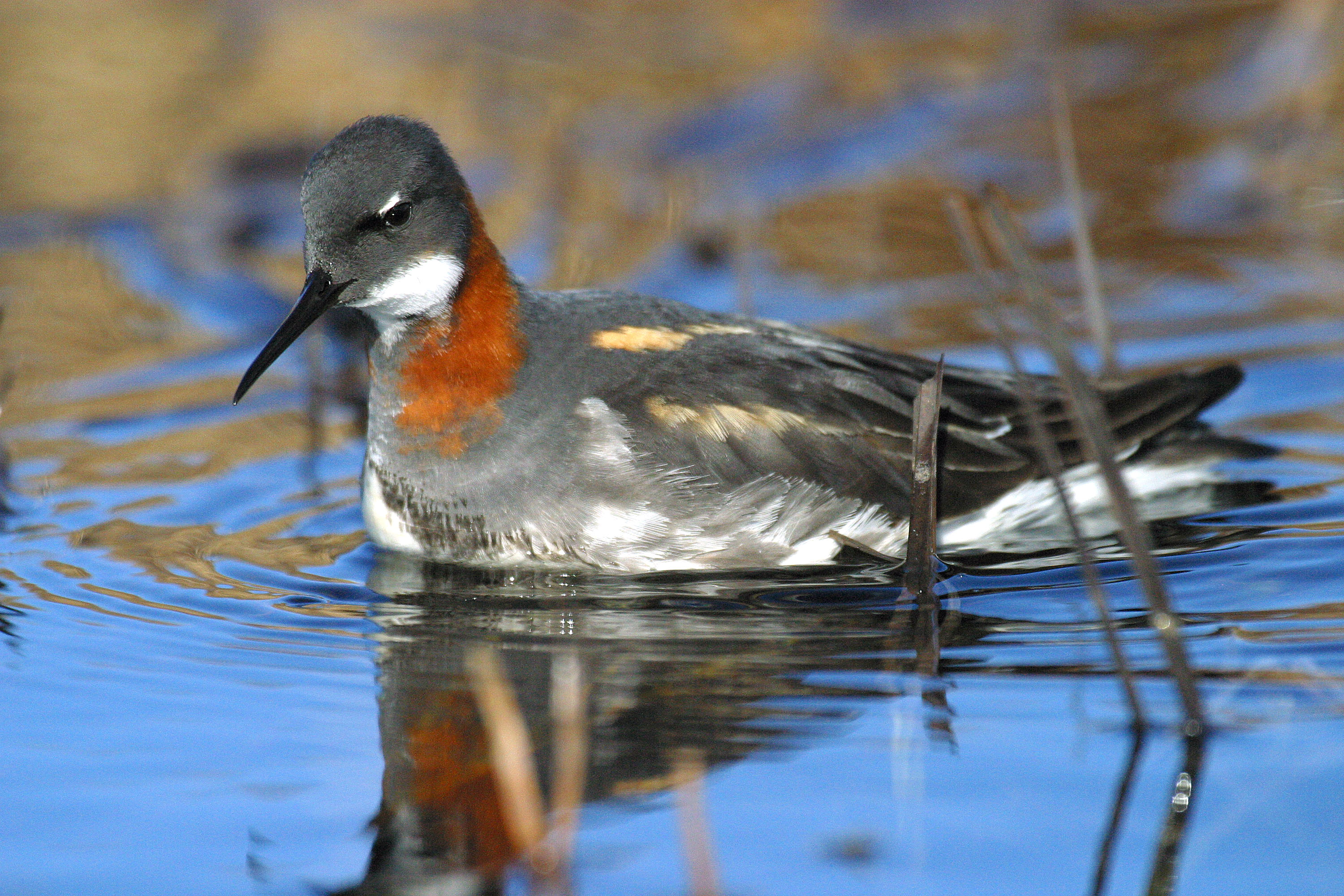
Weibchen des Odinshühnchen im Brutkleid

Gestaltlich ähneln Wassertreter den Strandläufern. Sie sind aber nicht so plump gebaut und wirken insgesamt zierlicher. Mit einer Körperlänge zwischen 18 und 25 cm sind sie außerdem etwas größer als diese.
Im Gegensatz zu vielen anderen Limikolen sieht man Wassertreter selten beim Waten, sondern meistens schwimmend. Besonders im Winter sind sie sogar ausgesprochene Hochseevögel, die überhaupt keinen Kontakt zum Land benötigen. Sie liegen beim Schwimmen sehr hoch im Wasser und bewegen sich dabei mit rhythmischen Bewegungen der Füße fort; jedes Ausschlagen der Beine ist von einer Nickbewegung des Kopfes begleitet. Die Füße haben in Anpassung an die schwimmende Lebensweise Hautlappen an den Seiten der Vorderzehen ausgebildet, wie man sie auch bei der Blässralle findet. Diese Ähnlichkeit hat zu dem wissenschaftlichen Namen Phalaropus geführt (von griechisch phalaris = Blässhuhn und pous = Fuß). Hiervon leitet sich auch der englische Name phalarope ab.
Bei Wassertretern unterscheiden sich Pracht- und Schlichtkleid stark voneinander. Im winterlichen Schlichtkleid sehen Weibchen und Männchen identisch aus und sind allenfalls anhand der leichten Größenunterschiede auseinanderzuhalten. Zum Sommer hin ändert sich das Aussehen, beide Geschlechter bekommen ein farbiges Prachtkleid. Die Farbgebung ist bei Männchen und Weibchen grundsätzlich identisch oder zumindest sehr ähnlich, die Weibchen haben jedoch ein deutlich leuchtenderes Gefieder, während es bei den Männchen stumpf und blass wirkt.

### Die Unterscheidung von Odinshühnchen und Thorshühnchen

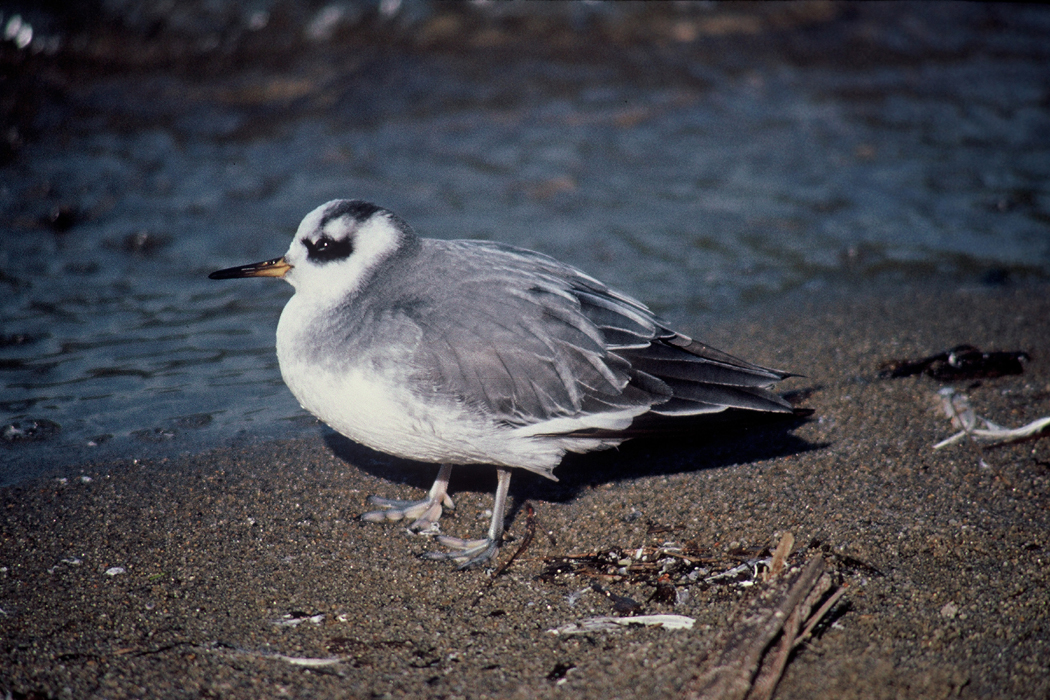
Thorshühnchen im Schlichtkleid

In ihrem jeweiligen Prachtkleid sind die zwei Arten der Wassertreter einfach voneinander zu unterscheiden. Die Grundfarbe des Gefieders des Thorshühnchen ist Rot. Die Farbe des Weibchens ist dabei etwas leuchtender als das des Männchens. Die Kopfseiten sind weiß. Das Weibchen trägt eine schwarzbraune, das Männchen eine hellbraune Kopfkappe. Der Schnabel ist gelb mit schwarzer Spitze, wobei die Gelb-Anteile beim Weibchen größer sind.
Die Grundfarbe des Gefieders des Odinshühnchen im Prachtkleid ist dagegen Grau, wobei dies beim Weibchen ein Schiefergrau und beim Männchen Graubraun ist. Die Unterseite und die Kehle sind weiß. Auffällig ist ein Fleck auf dem Vorderhals, der bis zu den Wangen hinaufreicht und beim Weibchen orangerot, beim Männchen orangebraun und kleiner ist.
Im Schlichtkleid ähneln sich die beiden Arten dagegen sehr. Bei beiden Arten ist dann das Gefieder an der Körperunterseite weiß und an der Oberseite hellgrau. Eine Unterscheidung der beiden Arten ist jedoch durch folgende Merkmale möglich:
- Der Schnabel des Thorshühnchens ist kürzer und deutlich kräftiger als der des Odinshühnchens.
- Die Oberseite ist beim Thorshühnchen einfarbig grau, beim Odinshühnchen grau mit weißen Strichen.
- Ein im Flug sichtbarer Flügelstreifen ist beim Odinshühnchen viel deutlicher ausgeprägt als beim Thorshühnchen.

## Brutgebiete

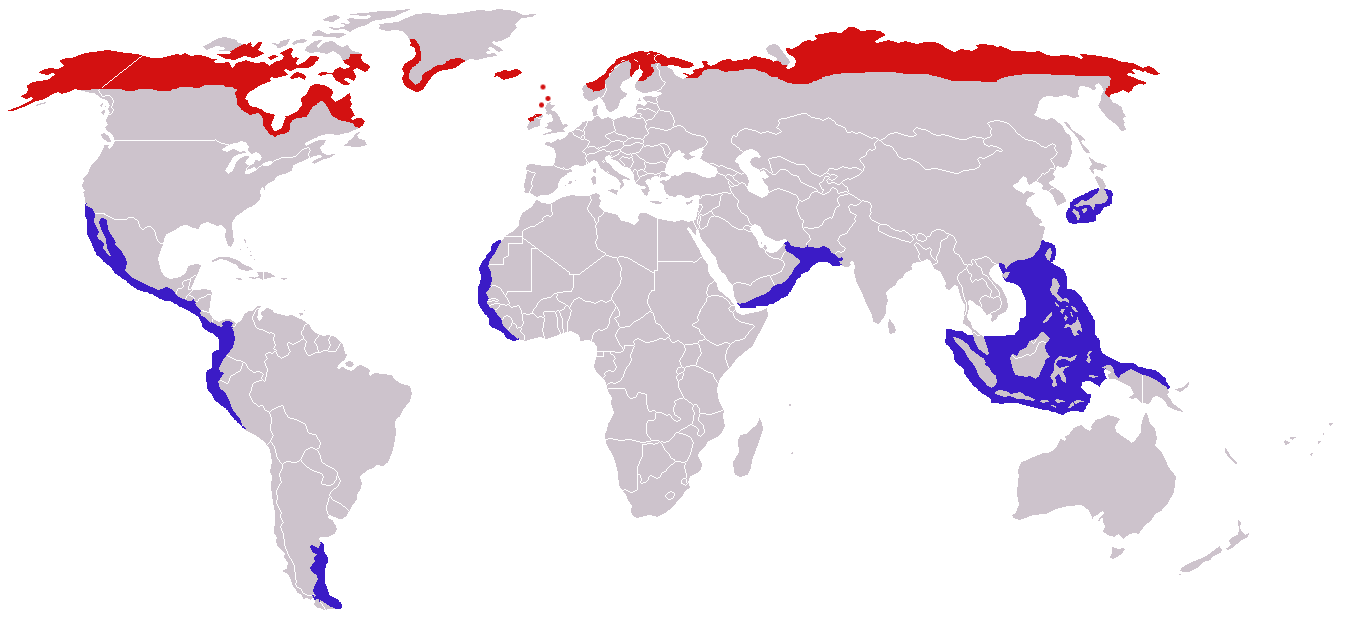
Verbreitungsgebiet des Odinshühnchen
rot: Brutgebiete
blau: Überwinterungsgebiete

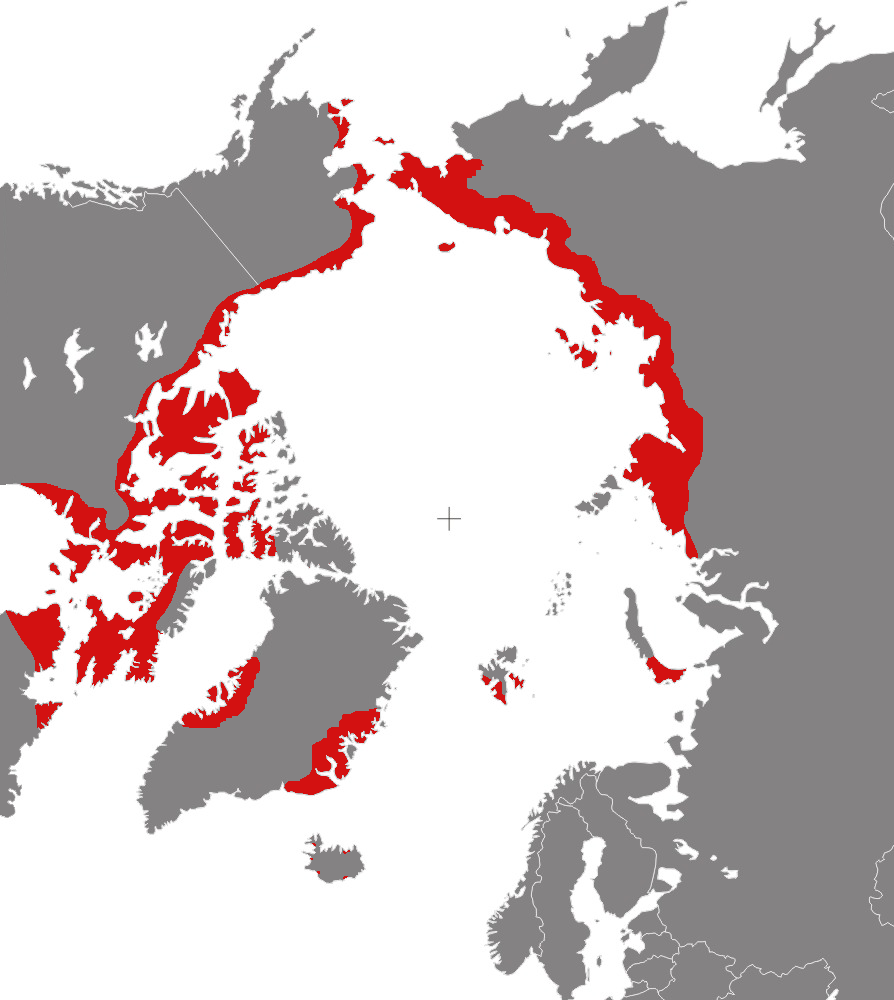
Brutgebiete des Thorshühnchen

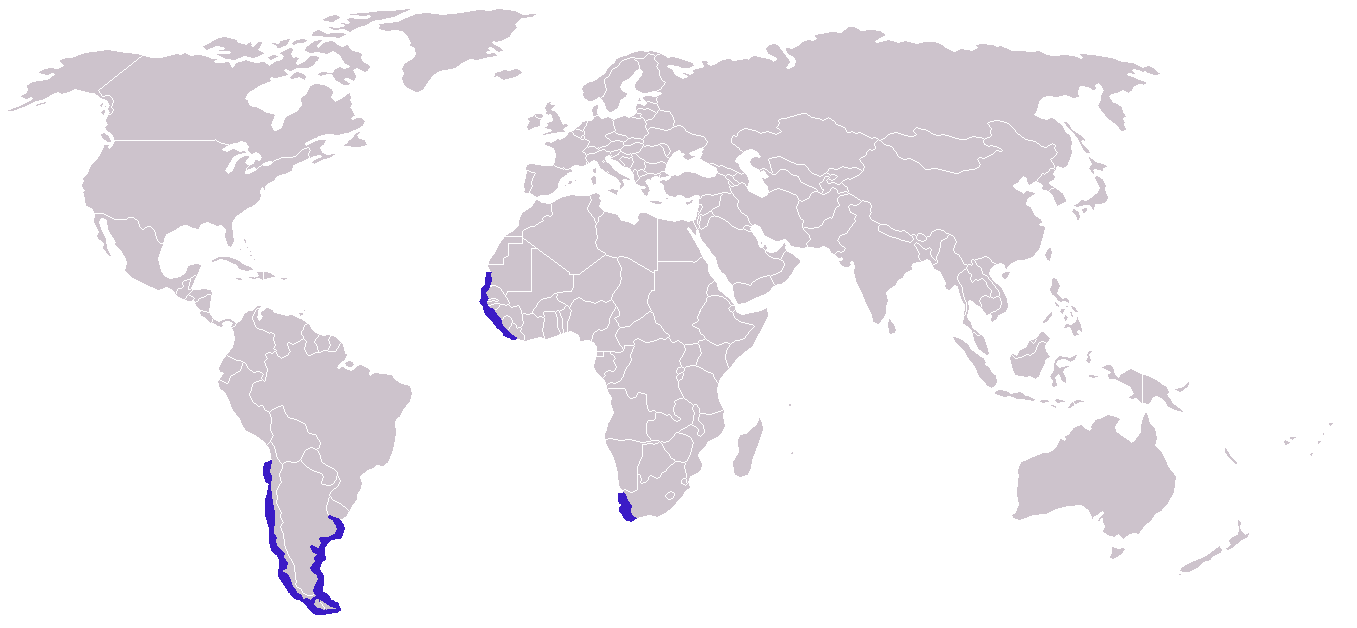
Überwinterungsgebiete des Thorshühnchen

Die Brutgebiete des Thorshühnchens liegen an den Nordrändern Kanadas, Alaskas und Sibiriens sowie auf Grönland, Island und Spitzbergen. Die Brutgebiete des Odinshühnchen liegen längst nicht so hocharktisch wie beim Thorshühnchen. So finden sich Brutvorkommen auch auf den Färöern, den Shetlandinseln, den Orkneys und den Hebriden sowie auf dem Festland Norwegens, Schwedens und Finnlands. Das Odinshühnchen brütet mitunter weit im Landesinneren und nicht immer so küstennah wie das Thorshühnchen.

## Fortpflanzung
Wenn die Vögel aus den Winterquartieren in ihre arktischen Brutgebiete zurückkehren, treffen die Weibchen in der Regel eher ein. Dies geschieht Ende Mai oder Anfang Juni. Sind zu diesem Zeitpunkt die Binnengewässer noch nicht aufgetaut, warten die Vögel einige Tage am Rand des Eises ab. Dann suchen sie Seeufer, Tümpel oder Flusstäler auf. Die Thorshühnchen bleiben dabei stets in Küstennähe, während die Odinshühnchen entlang der Flusstäler auch einige Kilometer landeinwärts brüten können.
Während das Thorshühnchen konkurrierende Weibchen bloß mit Drohgebärden fernzuhalten sucht, wurde beim Odinshühnchen die aktive Verteidigung eines Reviers festgestellt. Dieses Revier umfasst eine etwa 15 m lange Uferzone. Werden die Grenzen von anderen Weibchen überschritten, so werden diese mit Schnabelhieben vertrieben. Bei der Balz sind die Weibchen ebenfalls die aktiveren Partner. Sie unternehmen ausgedehnte Balzflüge, zu denen sie sich vom Wasser erheben, rüttelnd auf der Stelle verharren, mit ausgestrecktem Kopf rufen und sich dann wieder auf dem Wasser niederlassen. Dieses Verhalten kann Stunden dauern. Wird durch diese Bemühungen ein Männchen angelockt, lässt sich das Weibchen vor diesem auf dem Wasser nieder und streckt sich flach aus, wobei es fast versinkt. Nimmt das Männchen diese Einladung zur Begattung nicht an, hebt das Weibchen Hals und Kopf senkrecht in die Höhe, ehe es erneut die Begattungsstellung annimmt, bis die Paarung endlich vollzogen ist.

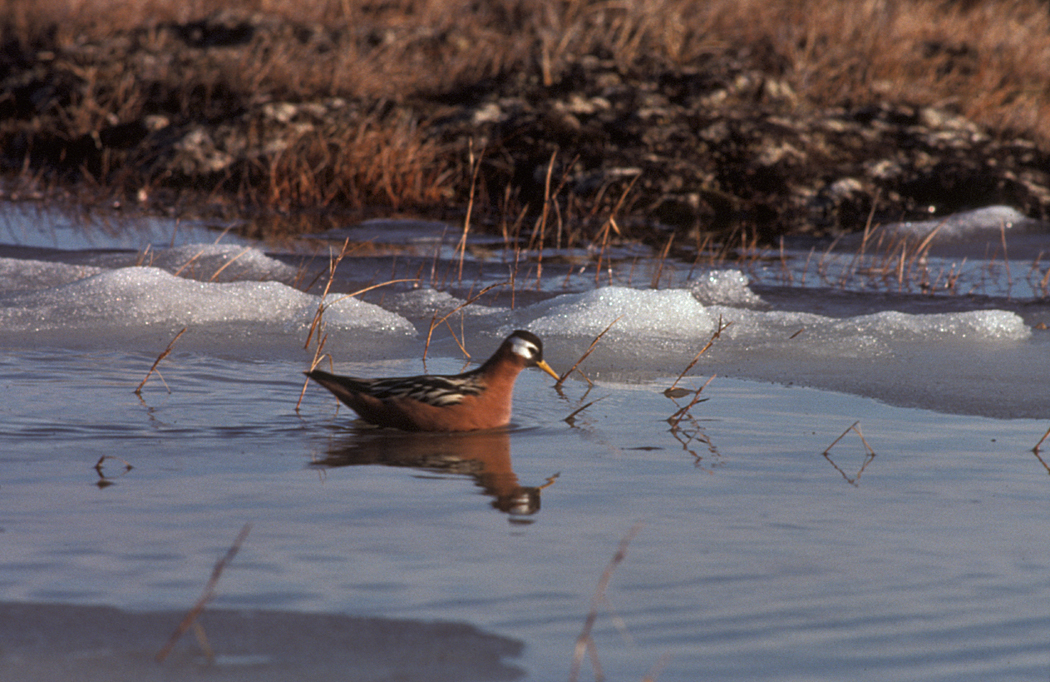
Thorshühnchen, Weibchen im Prachtkleid

Das Nest ist anfangs eine einfache Mulde, die dadurch entsteht, dass ein Vogel die Brust auf den Boden presst und sich dabei im Kreis dreht. Erst wenn die Eier abgelegt sind, polstert das Männchen die Mulde mit Blättern und Zweigen aus. Ein solches Nest hat beim Odinshühnchen einen Durchmesser von 6 bis 10 cm, beim Thorshühnchen 8 bis 14 cm. Es werden meist vier Eier abgelegt, gelegentlich auch drei. Die Eiablage erfolgt beim Thorshühnchen zwischen Mitte Mai und Mitte Juli, wobei die genaue Zeit von Region zu Region unterschiedlich ist. Die früheste Eiablage im Mai findet in Alaska statt, die späteste im Juli in Kanada, Grönland und Sibirien. Beim Odinshühnchen erfolgt die Eiablage zwischen Anfang Mai und Anfang Juli; hier machen die Brutpopulationen in Grönland und auf den britischen Inseln den Anfang, während jene in Sibirien am spätesten dran sind.
Das Ei des Thorshühnchens hat eine Größe von 3,1 × 2,2 cm sowie eine olivgrüne Grundfarbe, auf der sich unregelmäßige, schwarzbraune Flecken ausbreiten, die zu den Polen des Eis hin größer werden. Es hat ein Gewicht von 10,2 g. Das Ei des Odinshühnchens ist geringfügig kleiner (3 × 2,1 cm) und sieht sehr ähnlich aus; die Grundfarbe geht mehr ins Olivbraune. Die Flecken sind für gewöhnlich ebenfalls vorhanden, können aber in Ausnahmefällen auch fehlen.
Bald nach dem Schlüpfen verlassen die Weibchen ihre Jungen, und die weitere Aufzucht ist Aufgabe der Männchen.

## Zug und Winterquartiere
Die Weibchen verlassen die Brutreviere oft schon zehn Tage nach der Eiablage und sind nur selten beim Schlüpfen der Jungen noch vor Ort. Entsprechend findet der Abzug ins Winterquartier bei den Geschlechtern zeitversetzt statt. Auch den Rückzug in die Brutgebiete scheinen Männchen und Weibchen meistens ebenfalls getrennt anzutreten, wenn auch nicht mit so großem zeitlichen Abstand wie auf dem Wegzug.
Zwar finden sich sowohl Thors- als auch Odinshühnchen während der Zugzeit an deutschen Nordseeküsten ein, doch ist dies offensichtlich nur ein Bruchteil der Populationen. Die Chance, die seltenen Vögel zu beobachten, besteht von August bis Oktober sowie im April und Mai. Die meisten Wassertreter dürften aber über das Meer ziehen und keine Berührung mit dem Festland haben. Es gibt aber auch Populationen, die hauptsächlich über Land ziehen: Die Odinshühnchen Kanadas rasten auf dem Zug zu Zehntausenden auf dem Großen Salzsee und dem Mono Lake ein. Die sibirischen Populationen ziehen ebenfalls über Land und machen zum Beispiel am Kaspischen Meer Rast.
Nach Stürmen verschlägt es über das Meer ziehende Wassertreter immer wieder an die Küsten, in sehr seltenen Fällen auch ins Binnenland.
Außerhalb der Brutzeit sind Wassertreter ausgesprochene Hochseevögel. Ihre Winterquartiere befinden sich vor den Küsten Süd- und Mittelamerikas, Afrikas und Asiens (siehe Verbreitungskarten) und zeichnen sich durch einen ausgesprochenen Reichtum an Plankton aus, die Hauptnahrung der Wassertreter im Winter. Während des Zuges werden gewaltige Strecken zurückgelegt. Die Winterquartiere des Thorshühnchens liegen in den planktonreichen Meeren vor den Küsten Südamerikas, Westafrikas und Südafrikas. Die Thorshühnchen Alaskas, die teilweise bis nach Kap Hoorn ziehen, legen damit eine Strecke von 15.000 km zurück. Die Winterquartiere des Odinshühnchens liegen dagegen verstreut über tropische und subtropische Meere, aber auch an den Küsten Patagoniens und des südlichen Japans.
In den Winterquartieren schwimmen die Vögel zum Teil in riesigen Schwärmen auf dem offenen Meer.

## Nahrung
Die Ernährung unterscheidet sich zwischen Brutgebieten und Winterquartieren. Auf See ernähren sich Wassertreter beinahe ausschließlich von Krill und nur gelegentlich von sehr kleinen Fischen. Sie lassen sich oft über großen Fischschwärmen nieder, um wie diese von den Mengen vorhandenen Planktons zu profitieren. Es sind auch schon Thorshühnchen beobachtet worden, die sich auf den Rücken auftauchender Wale niederließen, um Parasiten abzupicken. Walfänger sollen sich dies früher zunutze gemacht haben und gezielt nach Wassertretern gesucht haben, um so Wale zu finden. Meistens wird die Nahrung schwimmend erreicht, indem nur der Kopf eingetaucht wird; so gut wie nie sieht man Wassertreter ganz untertauchen.
Im Sommer haben Wassertreter wegen ihrer Gebundenheit ans Binnenland ein anderes Nahrungsspektrum. Hier versuchen sie nach Möglichkeit, in Tümpeln, Seen und Flüssen lebende Wasserkäfer, Mückenlarven, Köcherfliegenlarven, Ringelwürmer und Krebstiere zu erhaschen. In sehr flachen Gewässern sieht man oft Wassertreter, die sich gegen den Uhrzeigersinn schnell um die eigene Achse drehen und dabei den Bodenschlamm aufwühlen, um anschließend die aufgewirbelten Kleintiere aufzupicken. Ebenso gehen sie oft im Verbund mit anderen Watvögeln, zum Beispiel Säbelschnäblern, durch flache Gewässer, um von der gemeinsam aufgeschreckten Nahrung zu profitieren.
Außerdem fressen Wassertreter in ihren Sommerquartieren Fluginsekten und selten auch pflanzliche Materialien. Pflanzen scheinen aber gerade bei jungen Vögeln einen großen Anteil am Nahrungsspektrum auszumachen.

## Feinde
In den arktischen Brutgebieten machen unter anderem Gerfalken, Wanderfalken, Schneeeulen und Raubmöwen Jagd auf Wassertreter. Gelege und Jungvögel werden vor allem von Polarfüchsen gefressen. Um die Gelege nicht zur leichten Beute werden zu lassen, suchen Wassertreter manchmal die Gesellschaft von anderen Vogelarten, die in der Lage sind, ihre Eier aggressiv gegen Eindringlinge zu verteidigen, zum Beispiel Küstenseeschwalben.
In den Überwinterungsgebieten versuchen Haie und andere Raubfische, die auf der Wasseroberfläche schwimmenden Vögel zu erbeuten.
Der Mensch nutzt die große Zutraulichkeit der Wassertreter für seine Zwecke aus. In Kanada nähern sich manche Inuit problemlos den brütenden Vögeln, um sie zu erlegen und zu essen. Der Gesamtbestand der Wassertreter ist durch diese geringfügige Jagd nicht gefährdet. Beide Arten haben ein riesiges Verbreitungsgebiet und sind insgesamt als sehr häufig zu betrachten. Für das Thorshühnchen wird ein weltweiter Bestand zwischen 1 und 1,9 Millionen Individuen angenommen, für das Odinshühnchen sogar etwa 3,5 Millionen.